# Pädagogische Hochschule Freiburg

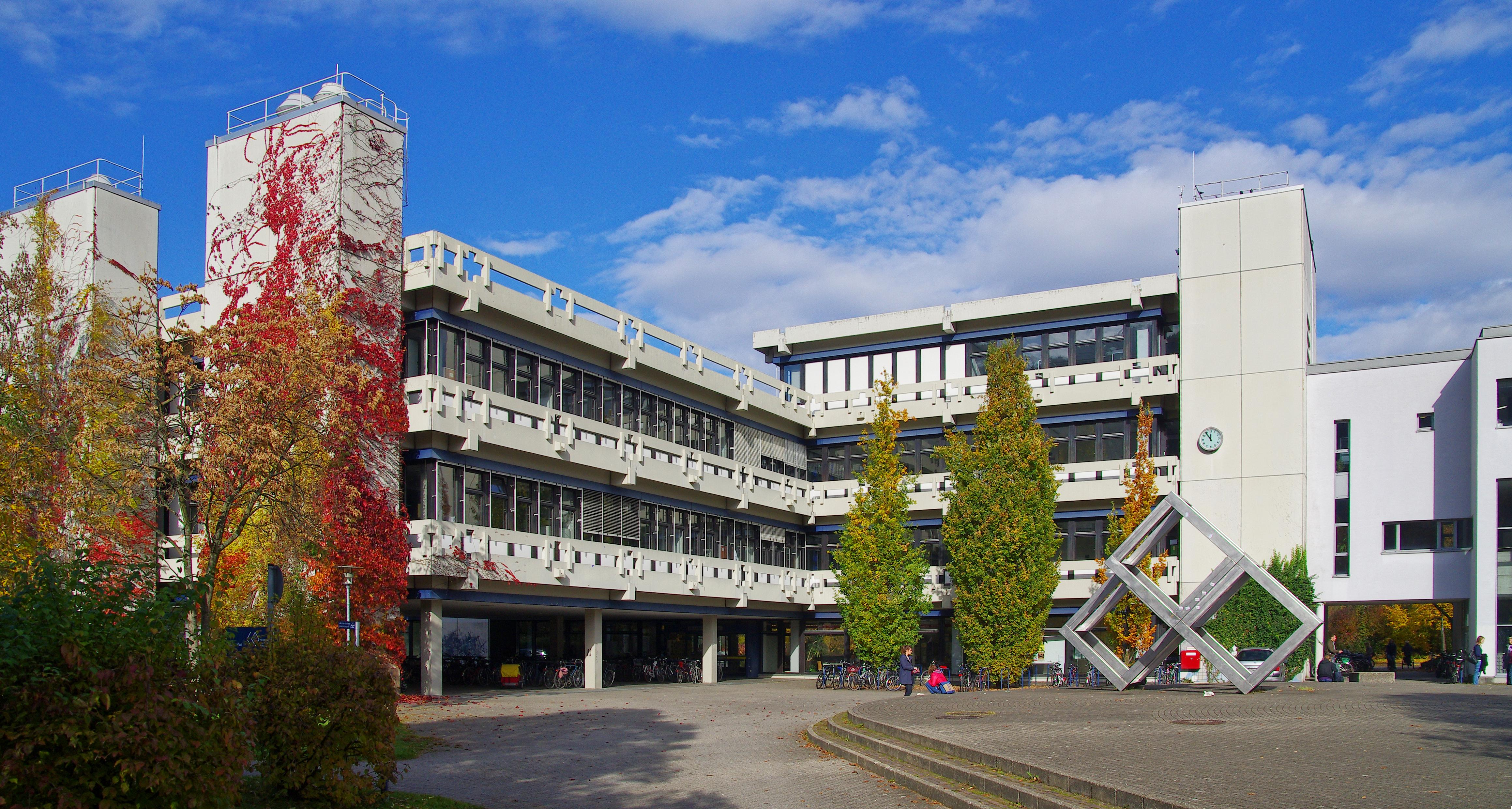
PH Freiburg, „Campusblick“ aufs KG3

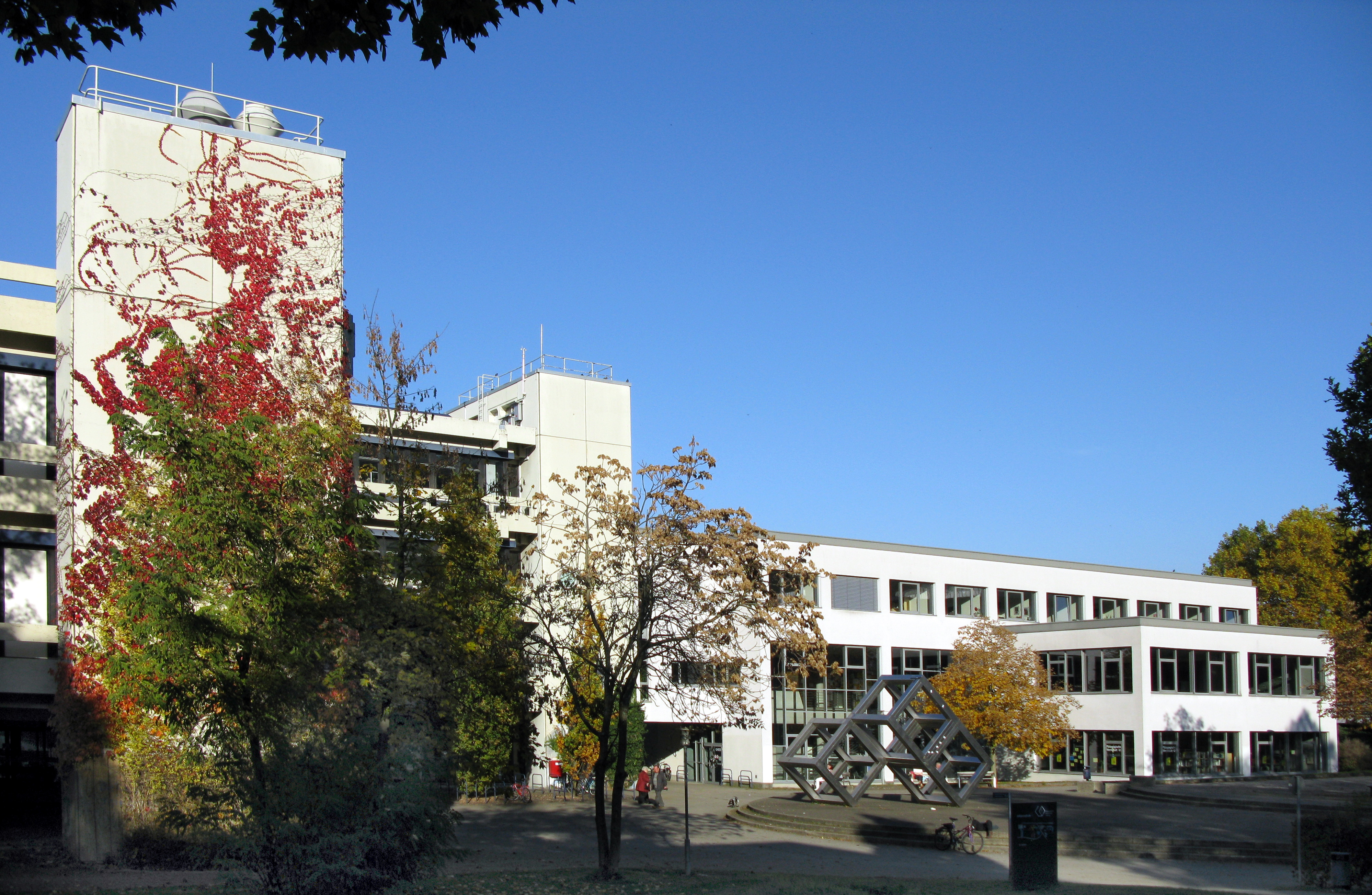
Kollegiengebäude 3 und 5 mit Skulptur im Innenhof

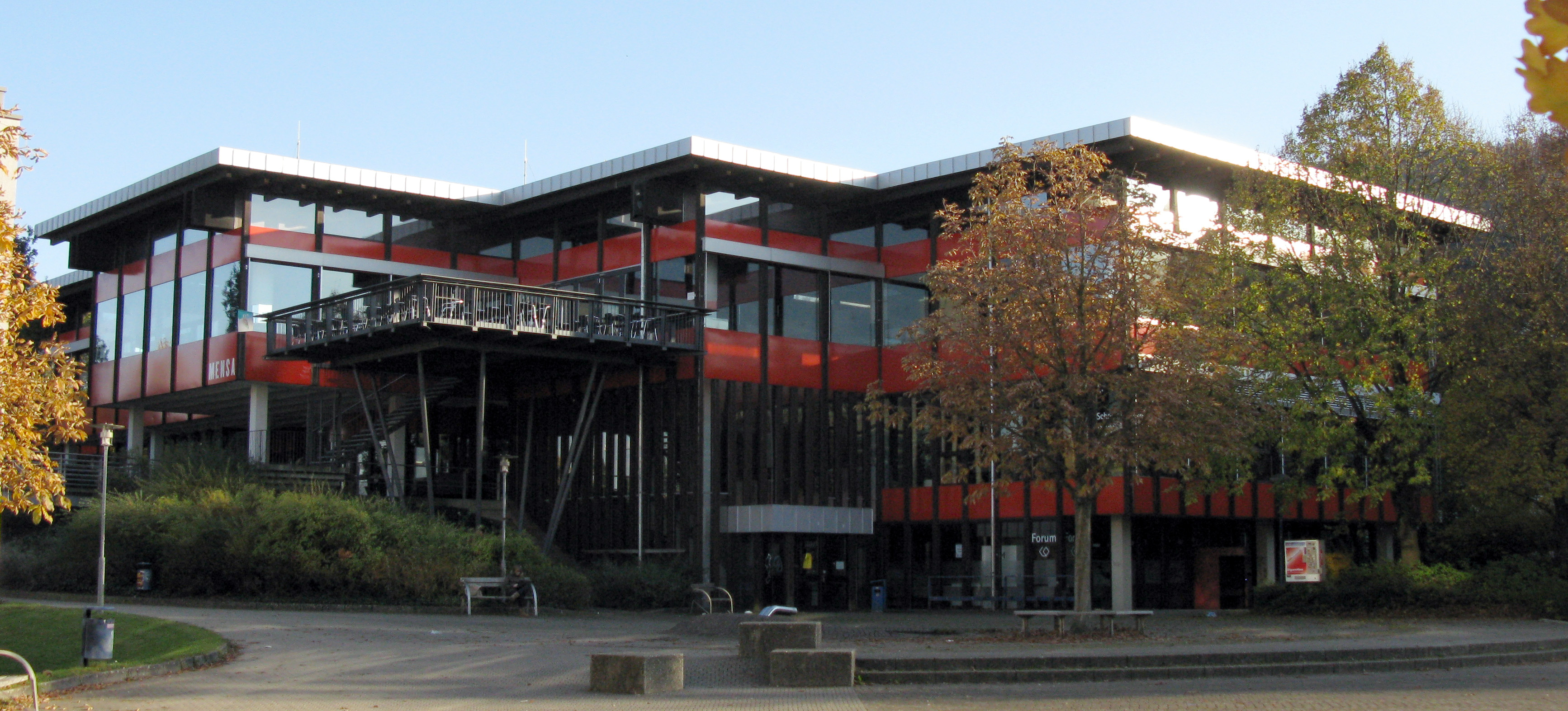
Mensagebäude

Die Pädagogische Hochschule Freiburg, kurz PH Freiburg, ist eine der sechs universitären Pädagogischen Hochschulen in Baden-Württemberg mit Promotions- und Habilitationsrecht, die anderen Pädagogischen Hochschulen befinden sich in Karlsruhe, Heidelberg, Ludwigsburg, Weingarten und Schwäbisch Gmünd.

## Geschichte
Die Pädagogische Hochschule Freiburg wurde 1962 in Freiburg im Breisgau aus den konfessionellen Akademien I und II für Lehrerbildung gegründet. Zu dieser Zeit erstreckte sich die Hochschule über die ehemalige katholische Pfarrkirche von Littenweiler (zuerst Großer Hörsaal, später Mensa), den Musentrakt sowie eine Turnhalle. Die Anzahl der Studenten betrug ca. 700.
Im Jahr 1971 wurde sie zur wissenschaftlichen Hochschule erklärt. 1998 wurde das fünfte Kollegiengebäude fertiggestellt. Zum Symbol der Pädagogischen Hochschule wurde die im Hof des Traktes stehende Skulptur Gekippter Würfel (1975) von Alf Lechner.
Im Wintersemester 2016/17 waren knapp 5000 Studentinnen und Studenten immatrikuliert.
2018 wurde bekannt, dass die Gebäude mit PCB belastet sind, vor allem die Decken und Trennwände der Kollegiengebäude. Im Herbst 2018 soll damit begonnen werden, der Belastung entgegenzuwirken. Ein Neubau soll zudem als Ausweichquartier entstehen. Im Sommer 2021 meldete die Badische Zeitung, dass eine Wiese am Kunzenweg, zwischen Kollegiengebäude 2 und dem Studierendenhaus dafür mit einem Neubau in Holzbauweise bebaut werden soll. Ende 2024[veraltet] soll der 23,1 Millionen teure Bau fertig sein. Gegen die Zerstörung dieses Biotops angesichts der Flutkatastrophe und des Klimawandels wurde eine Bürgerinitiative gegründet, die dafür plädiert, schon versiegelte Flächen für den Neubau zu nutzen.
Mitte Februar 2022 sollen die Vorbereitungen für den geplanten Entlastungsbau beginnen und im Herbst die Bauarbeiten. Nach Bezug des Ersatzbaus ist die Generalsanierung des PCB-belasteten Kollegiengebäudes 4 vorgesehen.

## Rektoren
- Gustav Siewerth (1962–1963)
- Karl Otto Frank (1963–1967)
- Hans Herbert Deißler (1967–1970)
- Johann Bauer (1970–1974)
- Willy Potthoff (1974–1978)
- Hubert Daschner (1978–1982)
- Wolfgang Schwark (1982–1990 und 1998–2008)
- Rudolf Denk (1990–1998)
- Ulrich Druwe (2008–2022)
- Hans-Georg Kotthoff (seit April 2022)

## Fakultäten
Die Pädagogische Hochschule Freiburg gliedert sich in drei Fakultäten:
- Fakultät I: Fakultät für Bildungswissenschaften mit den Instituten für Erziehungswissenschaft, für Psychologie, für Medien in der Bildung sowie für Soziologie.
- Fakultät II: Fakultät für Kultur- und Sozialwissenschaften mit den Instituten für deutsche Sprache und Literatur, für Anglistik, für Romanistik, der Bildenden Künste, für Musik, für Evangelische, Katholische und Islamische Theologie/Religionspädagogik sowie für Politik- und Geschichtswissenschaft.
- Fakultät III: Fakultät für Mathematik, Naturwissenschaften und Technik[8] mit den Instituten für Alltagskultur, Bewegung und Gesundheit, für Berufs- und Wirtschaftspädagogik, für Biologie und ihre Didaktik, für Chemie, Physik, Technik und ihre Didaktiken, für Geographie und ihre Didaktik sowie für Mathematische Bildung.

## Studiengänge
- Lehramt an Grundschulen
- Lehramt an Werkrealschulen, Hauptschulen sowie Realschulen
- Europalehramt an Grundschulen
- Europalehramt an Werkrealschulen, Hauptschulen sowie Realschulen
- Integrierter Studiengang/Cursus Intégré[9]
- Erweiterungsstudiengang für ein Lehramt
- Erweiterungsstudiengang Beratung (Beratungslehrerausbildung)
- Bachelor-Studiengang Erziehungswissenschaften
- Bachelor-Studiengang Gesundheitspädagogik
- Bachelor-Studiengang Frühe Bildung/Kindheitspädagogik
- Bachelor-Studiengang Deutsch als Zweit-/Fremdsprache
- Master-Studiengang Erziehungswissenschaft mit Schwerpunkt Erwachsenenbildung/Weiterbildung oder Sozialpädagogik
- Master-Studiengang Gesundheitspädagogik
- Master-Studiengang Medien in der Bildung
- Master-Studiengang Pädagogik für Kinder und Jugendliche der Straße
- Master-Studiengang Deutsch als Zweit-/Fremdsprache
- Master-Studiengang E-LINGO – Didaktik des Frühen Fremdsprachenlernens
- Bachelor- und Master-Studiengänge Lehramt an beruflichen Schulen in Kooperation mit der HS Offenburg
- Magisterstudiengang Fachdidaktik
- Promotion

Parallel mit der Hochschule Offenburg betreibt die PH Freiburg mehrere ingenieur-pädagogische Studiengänge. Diese polyvalenten Studiengänge lassen dem Studierenden die Wahl, ob er später als Ingenieur, Forschungsingenieur oder Lehrer an berufsbildenden Schulen arbeiten möchte.

## Anbindung
Die Pädagogische Hochschule befindet sich direkt neben dem Bahnhof Littenweiler an der Höllentalbahn. Die Endhaltestelle Laßbergstraße der Straßenbahnlinie 1 ist fußläufig erreichbar und soll ab 2025 über den Bahnhof Littenweiler zum Kappler Knoten verlängert werden. 
Für den Radverkehr verbindet der FR 8 entlang der Höllentalbahn die Pädagogische Hochschule mit der Wiehre und den westlichen Stadtteilen, alternativ verläuft der Dreisamradweg FR 1 parallel entlang der Dreisam. Am Bahnhof Littenweiler befindet sich darüber hinaus eine Station des Fahrradverleihsystems Frelo.